# Линзенгерихт (Гессен)
Линзенгерихт (нем. Linsengericht) — община в Германии, в земле Гессен. Подчиняется административному округу Дармштадт. Входит в состав района Майн-Кинциг. Население составляет 9847 человек (на 31 декабря 2010 года). Занимает площадь 29,82 км².